# Hydraena newtoni
Hydraena newtoni är en skalbaggsart som beskrevs av Perkins 1980. Hydraena newtoni ingår i släktet Hydraena och familjen vattenbrynsbaggar. Inga underarter finns listade i Catalogue of Life.